# PSS (súng ngắn)
Súng ngắn PSS (tiếng Nga:ПСС, Пистолет самозарядный специальный, Pistolet Sptsialnyj Samozaryadnyj) (Mã GRAU là 6P28) là loại súng ngắn bán tự động im lặng được phát triển cho các đặc vụ của KGB cũng như một số người trong lực lượng Spetsnaz. Loại súng này được cải tiến hỏa lực đáng kể so với các loại súng đặc biệt khác trước đó như MSP và S4M cũng như nhỏ gọn và im lặng hơn loại PB hay Kiểu 67 khi chiến đấu, nó thông qua để đưa vào sử dụng năm 1983. Hiện tại PSS được thấy sử dụng bởi các lực lượng chống khủng bố tại Nga.

## Thiết kế
PSS trông khá giống như các loại súng nạp đạn blowback thông thường nhưng nó có thiết kế rất khác, loại súng này sử dụng cơ chế nạp đạn bằng độ giật. Nòng súng chia làm hai phần với các rãnh xoắn riêng biệt, một phần sẽ gắn vào khung súng và khóa nòng với khoang chứa đạn là một cho phép nó chuyển động với một khoảng cách ngắn khi độ giật tác động vào. Hệ thống hấp thu độ giật này làm tăng trọng lượng của các bộ phận nhằm tạo thêm động lực ở giai đoạn ban đầu khi hấp thu độ giật cũng như giảm tốc khi ở giai đoạn cuối của việc hấp thu, nó dùng để giảm tối đa tiếng động khi hệ thống kết thúc chu kỳ hấp thu độ giật. Lò xo nằm trong khe bên dưới nòng súng sẽ đẩy hệ thống về chỗ cũ. Búa điểm hỏa và hệ thống khóa an toàn giống như của khẩu Makarov PM. Loại súng này sử dụng hộp đạn rời 6 viên với loại đạn đặc biệt 7,62×42 mm SP-4 không gây ồn.